# 高攀龙
高攀龙（1562年—1626年），字雲從，改字存之，號景逸，直隸無錫（今江苏）人，明朝政治人物，东林党领袖，同進士出身。

## 生平
二十一歲中万历十年（1582年）壬午科應天鄉試舉人，之後追随顧憲成講學。萬曆十七年（1589年）登己丑科進士，座师趙南星。丁嗣父憂，歸家守喪。除服後，萬曆二十年（1592年）授行人司行人。萬曆二十一年（1593年），為趙用賢之事上疏指責首輔王錫爵，又與戶部郎中杨应宿互相攻擊，谪廣東揭阳县典史，回鄉家居近三十年。萬曆三十二年（1604年），与顾宪成等人于东林书院讲学，时称“高顾”。
明熹宗即位，起用为光禄寺丞。高攀龍從家中抵達京師時，看見沿途「窮民赤體者徧滿街衢矣，每近日暮，皇城左右哀號之聲悲慘萬狀」，因而上奏《聖明亟垂軫恤疏》，請求暫借光祿寺庫銀和糧食賑濟災民，並得到天啓帝的允許。歷升太仆寺少卿、太常寺少卿、太仆寺卿、刑部左侍郎，天啓四年（1624年）官至都察院左都御史。在铲除外戚、權貴及浙党方从哲的斗争中发挥很大作用。又主张澄清吏治，反对恢复征商。天启四年（1624年），因为揭露魏忠賢黨人崔呈秀贪秽而被罢官，再归故里。
天启六年，魏忠賢命人偽造織造太監李實的奏本，誣告高攀龍、周起元、周順昌、繆昌期、李應升、周宗建、黃尊素七人貪污白銀十餘萬兩，高攀龍從容不迫，先去拜謁宋儒楊中立廟宇，而後跳水自沈而死，年六十五，其自盡之处即为今“高子止水”。

## 身后
崇祯初平反，贈太子少保、兵部尚書，謚忠憲。

## 家族
曾祖高适，號雪樓。祖父高材，號静成，舉人、黄岩知县，祀名宦、乡贤。本生父高德徵，號继成。嫡母陸淑人，生母邵淑人。嗣父高校，號静逸；嗣母朱淑人。
元配王氏，長子高世儒；次子高世學（娶顧憲成女儿）、高世甯（娶劉本儒女）。侄孙高愈。
亲家为同在东林书院讲学的东林党人安希范。高攀龙之女嫁予安希范之长子安广居。女婿为浦允麟、安廣邑、秦欽翼。

## 思想

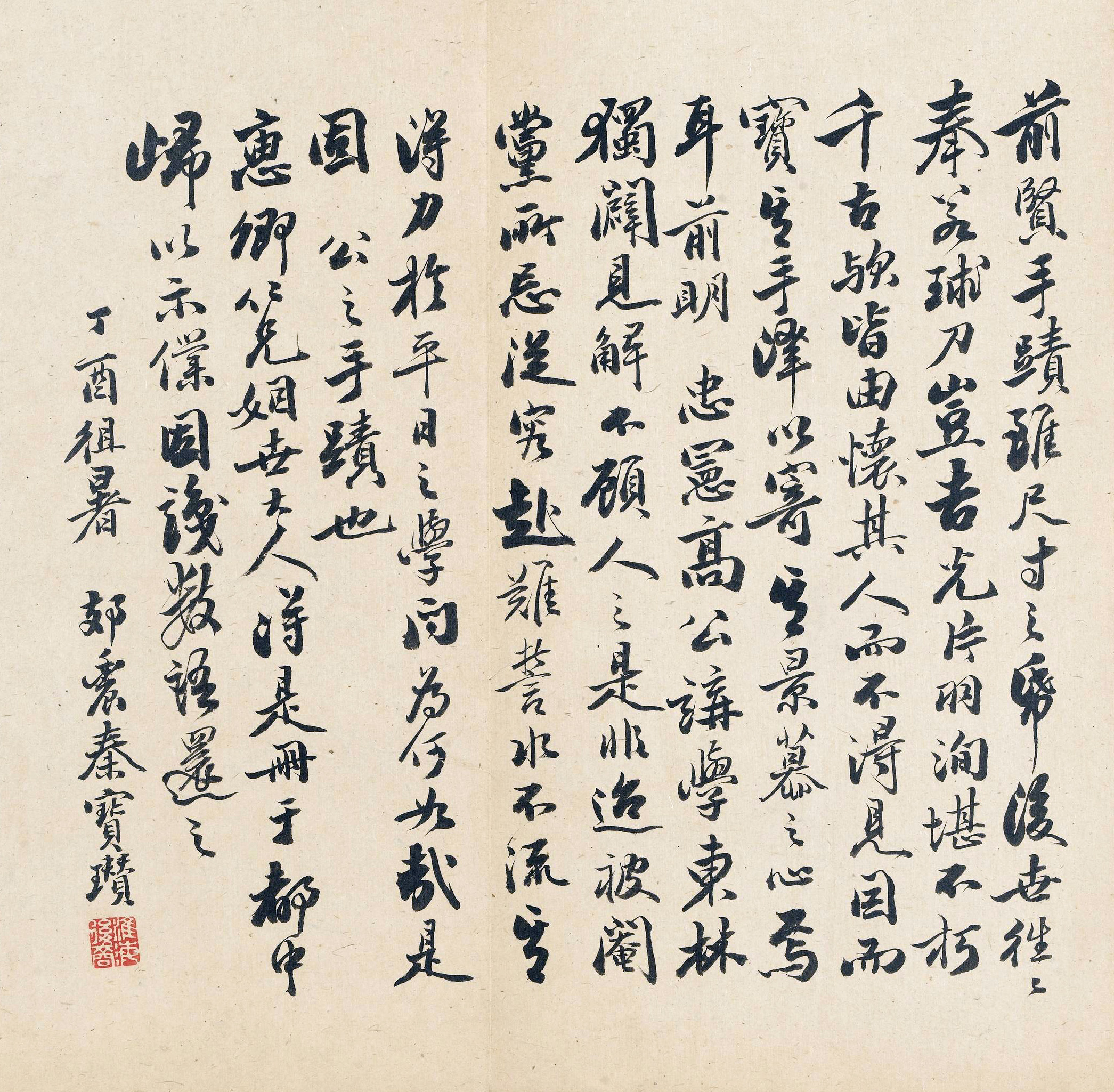
高攀龙行书手札

嘉靖、萬曆年間，海內學者遵從王守仁，高攀龍不以為然，其與顧憲成同在東林書院講學，以靜為主。《明史》評價高攀龍「操履篤實，粹然一出於正，為一時儒者之宗。」有遗著《高子遗书》。易学著述有《周易孔义》、《周易易简说》，另有《春秋孔义》、《二程节录》、《正蒙释》等。

## 墓葬
高攀龙葬于惠山南麓青山寺北，墓在今无锡市滨湖区河埒街道青山公园内，现为无锡市文物保护单位。

## 语录
- 天下不患无政事，但患无学术。
- 人不患无才，识进则才进；不患无量，见大则量大。
- 子弟若识名节之堤防，诗书之滋味，稼穑之艰难，便足为贤子弟矣。
- 人生不向道理上去，总是虚生；道理不向身心上去，总是虚语。